# Riley Voelkel
Riley Emilia Voelkel, est une actrice américano-canadienne née le 26 avril 1990 à Elk Grove (Californie).

## Biographie
Riley Emilia Voelkel est née au Canada et a été élevée aux États-Unis. Elle s'installe à Los Angeles pour commencer sa carrière de mannequin. 

## Carrière
Riley Voelkel débute en 2010 dans la série Glory Daze, puis l'année suivante elle joue dans le film Prom.
En 2012, elle est présente dans la série d'HBO The Newsroom.
En 2014, elle rejoint la distribution de The Originals, la série dérivée de Vampire Diaries dans le rôle de Freya Mikaelson, la sœur aînée de Klaus Mikaelson.  
En 2019, Voelkel rejoint la distribution de Roswell, New Mexico, reboot de la série télévisée Roswell, dans le rôle de Jena Cameron, la partenaire de Max Evans au service du shérif de la ville. Elle y retrouve Nathan Parsons et Michael Trevino, deux autres acteurs ayant eu un rôle dans The Originals. Elle reprend également son rôle dans Legacies, l'autre spin-off de Vampire Diaries.  
Elle tient l'un des rôles principaux dans la série Hightown de 2020 à 2024.  
En 2022, elle est présente dans plusieurs épisodes de Chicago Med.

## Filmographie

### Cinéma

#### Longs métrages
- 2011 : Prom de Joe Nussbaum (en) : Claire
- 2012 : Hidden Moon de José Pepe Bojórquez : Christine Brighton
- 2013 : The Secret Lives of Dorks de Salomé Breziner : Carrie
- 2018 : Brampton's Own de Michael Doneger : Emma
- 2021 : Scrambled : Cristina

#### Court métrage
- 2017 : Big Science Bad Business de Mike Robertson : L'épouse

### Télévision

#### Séries télévisées
- 2010 : Glory Daze : Caroline
- 2012 : Mentalist : Tristane
- 2012 - 2014 : The Newsroom : Jennifer Johnson
- 2013 : American Horror Story : Fiona Goode jeune
- 2014 : Glee : Sam
- 2014 - 2018 : The Originals : Freya Mikaelson (principale saisons 3 à 5, récurrente saison 2)
- 2017 : Ryan Hansen Solves Crimes on Television : Parker Starr
- 2019 - 2020 : Roswell, New Mexico : Jena Cameron (rôle récurrent)
- 2019 - 2022 : Legacies : Freya Mikaelson (saison 2, épisode 6 et saison 4, épisodes 3 et 15)
- 2020 - 2024 : Hightown : Renee Segna (rôle principal)
- 2022 : Chicago Med : Milena Jovanovic

#### Téléfilms
- 2015 : Point of Honor de Randall Wallace : Lorelei Sumner
- 2016 : Suivre son cœur (Advance & Retreat) de Steven R. Monroe : Allison

## Voix françaises
En France
| - Philippa Roche dans (les séries télévisées) : - The Originals - Roswell, New Mexico - Legacies - Chicago Med - Camille Gondard dans (les séries télévisées) : - The Newsroom - American Horror Story Et aussi - Marie Tirmont dans Mentalist (série télévisée) |